# Liaoichneumon asiaticus
Liaoichneumon asiaticus là một loài tò vò trong họ Ichneumonidae.